# Michal Bakuľa
Michal Bakuľa (23. srpna 1911 Málinec – 21. září 1983 Bratislava) byl slovenský a československý politik Komunistické strany Slovenska, poúnorový poslanec poslanec Slovenské národní rady a Národního shromáždění ČSR a ministr vlády Československa.

## Biografie
V letech 1917-1924 navštěvoval základní školu v letech 1924-1926 večerní hospodářskou školu v rodném Málinci. Působil na různých místech v dělnických profesích. Výrazněji se začal veřejně angažovat po druhé světové válce. Zastával četné stranické funkce. V letech 1949-1951 byl vedoucím zemědělského oddělení a v letech 1951-1952 tajemníkem Krajského výboru KSS Banská Bystrica. Od roku 1952 do roku 1954 zastával post vedoucího tajemníka Krajského výboru KSS v Nitře. V roce 1950 se uvádí jako náhradník Ústředního výboru Komunistické strany Slovenska, v letech 1953-1958 jako člen ÚV KSS. V ÚV KSS byl navíc v letech 1954-1957 členem předsednictva. V letech 1950-1957 byl zároveň členem Ústředního výboru Komunistické strany Československa. Do této funkce ho zvolil 10. sjezd KSČ a 11. sjezd KSČ.
Byl rovněž členem československé vlády. V letech 1955-1956 to byl post ministra státní kontroly v druhé vládě Viliama Širokého. V letech 1956-1959 potom působil v téže vládě jako ministr zemědělství a lesního hospodářství. Měl podíl na prosazení kolektivizace zemědělství. V letech 1954-1955 zastával post místopředsedy Sboru pověřenců.
Ve volbách roku 1948 byl zvolen do Slovenské národní rady. Mandát v SNR obhájil ve volbách roku 1954. Ve volbách roku 1954 byl zároveň zvolen do Národního shromáždění za KSČ ve volebním obvodu Nitra-město. V parlamentu setrval až do konce funkčního období, tedy do voleb roku 1960.
V 60. letech se dále politicky angažoval. V letech 1959-1960 byl předsedou a v letech 1960-1964 místopředsedou Krajského národního výboru v Banské Bystrici. Od roku 1964 do roku 1969 působil jako předseda Krajské komise lidové kontroly a statistiky a v období let 1969-1974 byl tajemníkem Krajského výboru Národní fronty v Banské Bystrici. V roce 1961 mu byl udělen Řád práce a v roce 1976 Řád Vítězného února.